# X-13 (航空機)
X-13 バーティジェット
エドワーズ空軍基地で係留中のX-13
- 用途：実験用航空機
- 設計者：ライアン・エアロノーティカル（英語版）
- 製造者：
- 運用者：アメリカ空軍
- 初飛行：1955年12月10日
- 生産数：2機
- 退役：1957年9月30日
- 運用状況：展示中

ライアン X-13A-RY バーティジェット (Ryan X-13 Vertijet) は、アメリカ合衆国のライアン・エアロノーティカルで開発されたテイルシッター型の垂直離着陸 (VTOL) の実験機である。ライアン社での社内モデル名はモデル69。初飛行は1955年。このプロジェクトの目的は純粋なジェットエンジンのみでの垂直離陸、ホバリング、水平飛行への移行、垂直着陸を実証するためであった。

## 概要

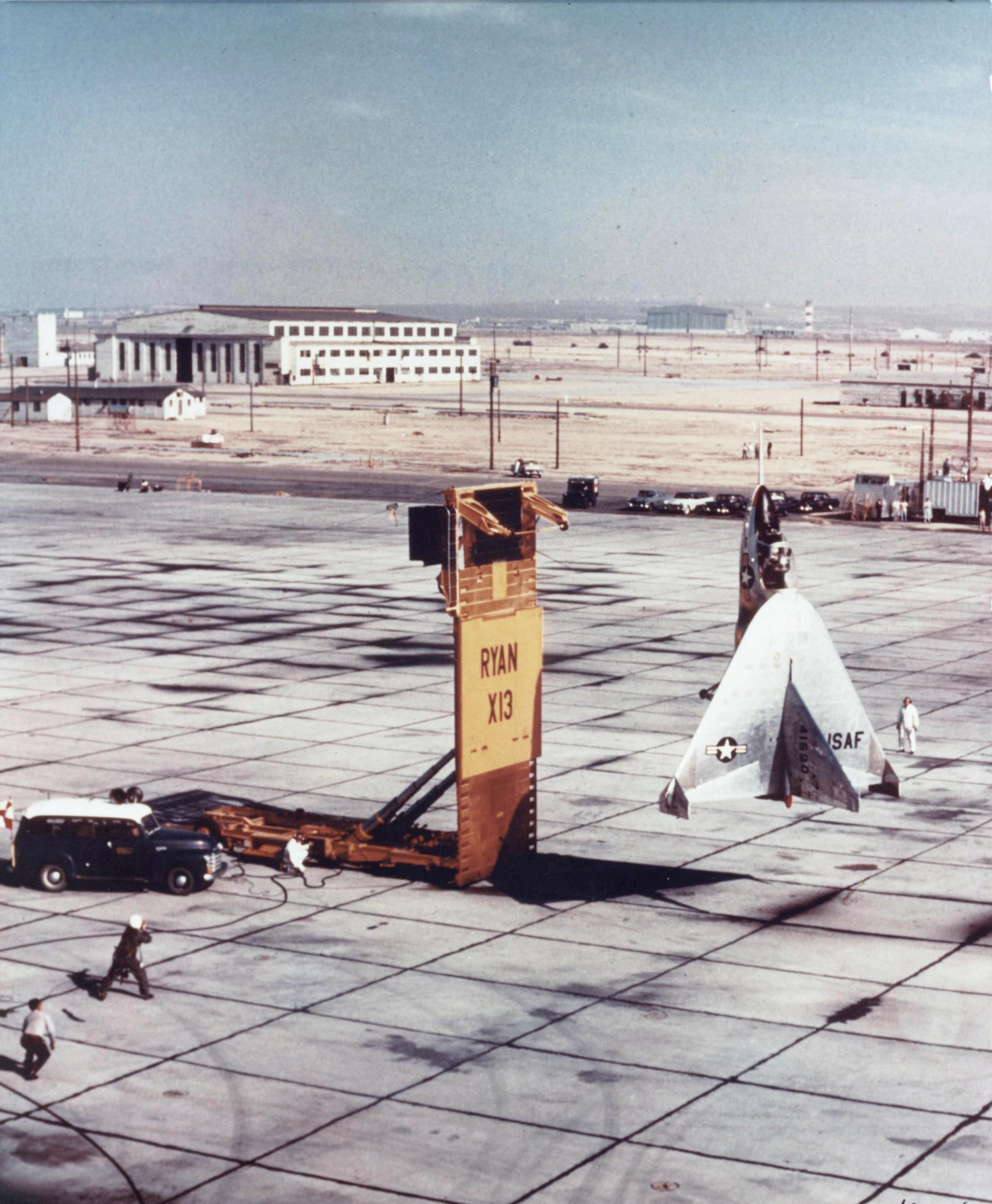
1957年の飛行試験

第二次世界大戦後、ライアン・エアロノーティカルのエンジニアたちは、燃料搭載量が軽い場合に推力重量比が1になるFRファイアボール戦闘機が垂直離陸できるかということに対し興味を持っていた。1947年にライアンはアメリカ海軍航空局と垂直離陸ジェット戦闘機の開発調査の契約を結んだ。これは潜水艦に航空機が搭載可能かについての調査プログラムの一部であった。
ライアンはワイヤーでつながれた骨組の実験機での遠隔操作によるテストを開始し、1950年に初めてホバリングに成功。これにはアリソン社製J33ターボジェットエンジンが使用された。1953年には実験機にB-47ストラトジェット爆撃機の燃料タンクを流用したコックピットが取り付けられ、初の有人でのテストをライアンのエンジニアであるピーター・ジラードによって行った。海軍との契約終了後、ライアンはアメリカ空軍よりジェット推進VTOL機の開発契約を獲得し、実際に2機のプロトタイプが製作された。
X-13ヴァーティジェットは全長7.14mで、一人乗りのコックピットを収めるためには十分な大きさであり、シートは傾斜させることができる。エンジンはロールス・ロイス エイヴォン ターボジェットエンジンで推力は45kN。ハイマウントのデルタ翼は翼幅はわずか6.4mで、翼端には平らなエンドプレートが取り付けられている。機首にはトレーラーからの距離を測るための短いポールがあり、機首の下面にはフックが設けられている。フックはX-13を垂直にしたトレーラーの荷台（着陸プラットフォーム）に吊るすのに使われる。機体が垂直に固定された後、水平に下げられそのままトレーラーで輸送することができる。ホバリング時のピッチ、ヨーの制御は推力偏向によって行われる。ロール制御は翼端にあるブリードエアを用いた推力装置により行われる。
最初の試作機（USAF 54-1619）には一時的にランディングギアが取り付けられ、1955年10月10日に初の水平飛行を行った。後に水平状態からの垂直移行、垂直状態からの水平移行に成功。その後ランディングギアは取り外され、単独で地上で直立ができるようフレームを装着。1956年5月28日ホバリングテストに成功。フックをプラットフォームに引っ掛ける訓練も行われた。
1957年4月11日、2号機（USAF 54-1620）によりプラットフォームからの垂直離陸、水平飛行へ移行、再び垂直飛行へ移行、そしてプラットフォームのランディングワイヤーにフックを掛けての帰還という一連の飛行を成功させた。
1957年7月30日に今後を占うデモンストレーションがワシントンD.C.で行われた。ポトマック川を越えてペンタゴンに着陸させるというものであり、飛行は無事成功した。しかし空軍は、運用上の条件を満たしていないという理由でX-13の開発を中止する決定を下した。
現在1号機はサンディエゴ航空宇宙博物館に、一連の垂直離着陸飛行を成功させた2号機は国立アメリカ空軍博物館に展示されている。

## 仕様

### 主な特徴
- 乗員: 1 名
- 全長: 7.14 m
- 翼幅: 6.40 m
- 全高: 4.62 m
- 翼面積: 17.8 m2
- 空虚重量: 2,424 kg
- 運用時重量: 3,059 kg
- 最大離陸重量: 3,272 kg
- 動力: 1 × ロールス・ロイス エイヴォンターボジェット（44.6kN）

### 性能
- 最大速度: 560 km/h
- 距離: 307 km
- 実用上昇限度: 6,100 m
- 翼面荷重: 172 kg/m2
- 推力重量比: 1.48